# Abéché
Abéché (arabiska: أبشي) är Tchads fjärde största stad och huvudstad i regionen Ouaddaï, cirka 60 mil öster om Tchadsjön. Staden har 97 963 invånare (2009), och är en viktig vägknutpunkt och marknadsstad och har även en flygplats. I Abéché produceras kamelhårsmattor.
Staden var huvudstad i sultanatet Wadai vid karavanvägen från Khartoum genom Kurdufan och Darfur till Kuka, innan fransmännen erövrade området 1912. Den anlades 1850 söder om den forna huvudstaden Vara. Den besöktes 1856 av Eduard Vogel, och Gustav Nachtigal uppehöll sig där nära ett år (1873-1874); Pellegrino Matteucci och Alfonso Maria Massari besökte den 1890 och angav folkmängden till mellan 20 000 och 30 000 invånare. Husen var då antingen av lera eller strå.
Abéché erövrades 9 juni 1909 av franske löjtnanten Bourreau och kom därefter att bli en av de viktigaste handelsplatserna i Franska Ekvatorialafrika.